# Ammophila imitator
Ammophila imitator är en biart som beskrevs av Menke 1966. Ammophila imitator ingår i släktet Ammophila och familjen grävsteklar. Inga underarter finns listade i Catalogue of Life.